# مرقوق

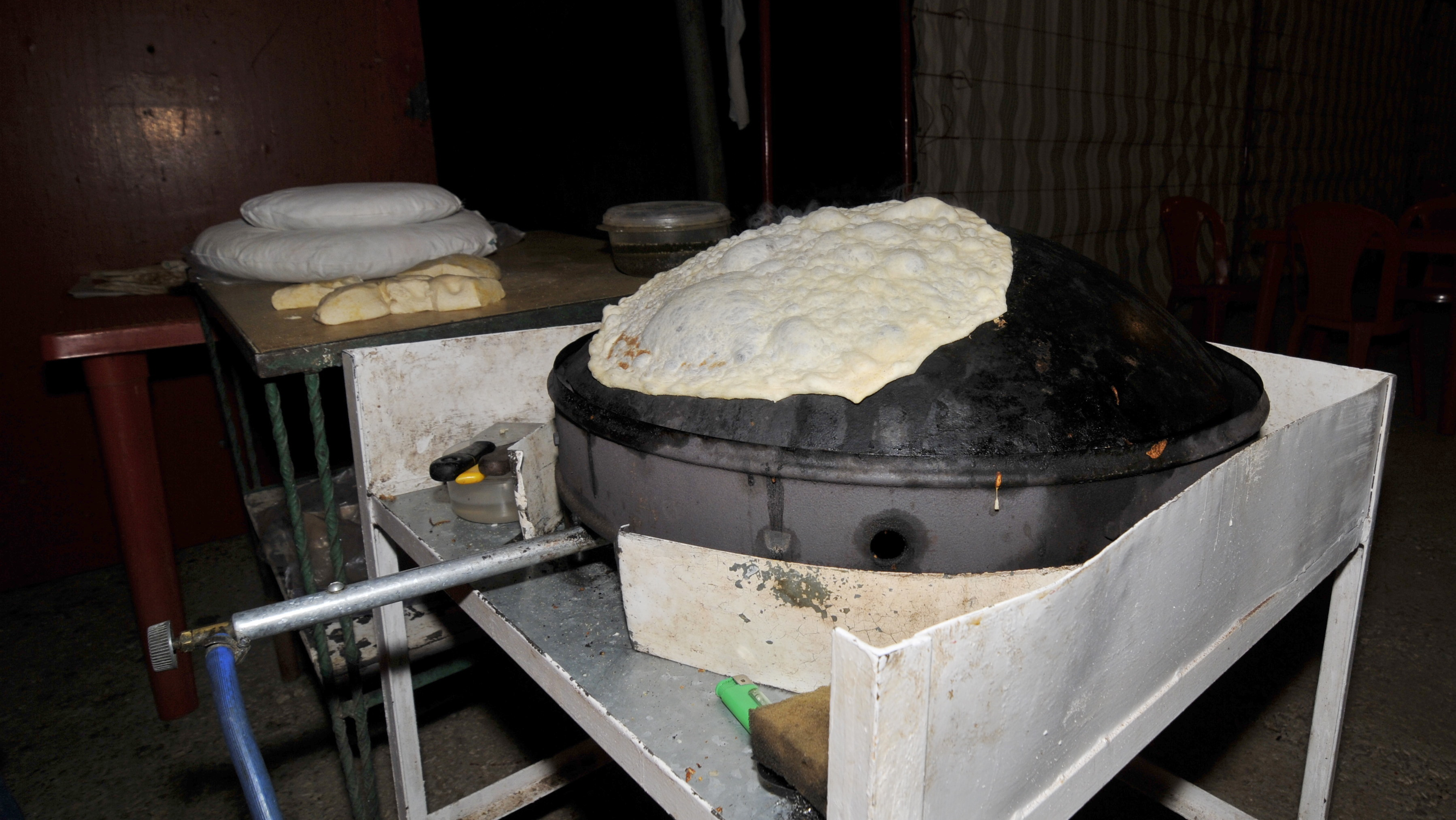
فرد العجين حتى ينضج

المرقوق أكلة شعبية سعودية تشتهر بها منطقة نجد.
بالرغم من أن أغلب الأطباق المطبخ السعودي تقدم مع الأرز أو الخبز العربي إلا أن القمح أيضاً يُعد من الحبوب الهامة التي تُستخدم في كثير من الوصفات في المطبخ السعودي.
وتنقسم حبوب القمح إلى نوعين أساسيين النوع الأول هو: الصما، والنوع الثاني هو اللقيمي.
الصما: هو نوع من القمح اللين الذي يدخل في ثلاث وجبات شعبية شهيرة في المنطقة الوسطى، وهي: القرصان، المطازيز والمرقوق.
وهي وجبة حافظت على شهرتها القديمة إلى اليوم ويتم إعدادها من الطحين (القمح)، خصوصا نوع الصما، وذلك بتحضير طحين البر وإضافة الملح والماء إليه وعجنه حتى يصبح الخليط عجينة ناعمة ومتماسكة وتركها لمدة دقائق، في حين يُطبَخ اللحم إلى مرحلة نصف استواء ثم إضافة الخضراوات إليه بعدها يتم البدء في فرد العجينة إلى أن تكون رقيقة جدًا ووضعها في القدر مع مراعاة أن تستوي كل واحدة قبل إضافة الأخرى إليها لكي لا تلتصق بعضها ببعض ثم تترك على نار هادئة إلى أن يستوي المرقوق.

## وصلات خارجية
- طريقة عمل المرقوق بالزبادي
- طريقة المرقوق من اكلات القصيم الشعبية بالصور
- اكلة شعبية خليجية مشهورة - المرقوق باللحم بالصور
- عمل المرقوق أكلة شعبية سعودية نجديه بالصور